# Karl-Heinz Marotzke
Karl-Heinz Marotzke, né le 29 mars 1934 à Stettin et mort le 28 juillet 2022, est un ancien entraîneur allemand de football.